# American Standard Version
American Standard Version (pol. Biblia w amerykańskim przekładzie standardowym) – angielskojęzyczny protestancki przekład Biblii opublikowany w 1901 roku nakładem firmy „Thomas Nelson & Sons”. 
Źródłem dla przekładu był dla Nowego Testamentu tekst grecki The New Testament in the Original Greek, który wydali w 1881 roku bibliści z Uniwersytetu Cambridge: Westcott i Hort, a dla Starego Testamentu tekst masorecki. Przekład stosuje język angielski epoki wiktoriańskiej i był bardzo dosłowny. W 6823 miejscach przekład ten oddaje tetragram w formie „Jehovah”.
Amerykańscy protestanci korzystali z ASV powszechnie aż do czasów wydania Revised Standard Version i innych przekładów współczesnych.

## Rewizje przekładu
Tekst American Standard Version był częściową podstawą dla następujących przekładów:
- Revised Standard Version (1946–1952/1971)
- Amplified Bible (1965)
- New American Standard Bible (1963–1971/1995)
- Recovery Version (1999)
- World English Bible

## Użycie ASV przez Świadków Jehowy
W 1944 roku, Towarzystwo Strażnica otrzymało prawa do wydawania American Standard Version i opublikowało go w nakładzie 1 039 482 egzemplarzy (1992). Dnia 10 sierpnia 1944 roku na kongresie pod hasłem „Zjednoczeni głosiciele” w Buffalo w Stanach Zjednoczonych Nathan Homer Knorr – ówczesny prezes Towarzystwa Strażnica, ogłosił jego wydanie (ogłoszenie transmitowano połączonymi liniami telefonicznymi do 17 innych miejsc zgromadzeń).
Wydanie z 1944 roku zawierało na końcu rozszerzoną Konkordancję słów, nazw i wyrażeń biblijnych. W roku 1958 Towarzystwo Strażnica opublikowało wersję w formacie kieszonkowym. Od roku 2013 przekład ten dostępny jest w darmowej aplikacji dla urządzeń cyfrowych JW Library, a od roku 2015 na jw.org oraz w Bibliotece Internetowej Strażnicy.